# 아우게이아스
아우게이아스(그리스어: Αυγειας)는 그리스 신화에 나오는 엘리스의 왕이다. 이름은 "광명(bright)"이라는 뜻을 가지고 있으며, 에피카스테의 남편이라고도 한다. 가장 많은 가축들이 있는 외양간을 가진 것으로 유명한데, 영웅 헤라클레스가 청소해줄 때까지 전혀 깨끗하지 않았다. 아우게이아스는 아르고나우타이(아르고 원정대)의 일원이기도 하다. 그의 태생의 근원은 다양하게 알려져 있다. 헬리오스와 나우시다메, 또는 히기누스 사이에 낳았다고도 하며,엘리스의 왕 엘레이오스와 나우시다메,또는 포세이돈,또는 포르바스에게서 태어났다고도 한다.
그의 자식들은 에피카스타, 필레우스, 아가메데(포세이돈과의 사이에서 딕튀스를 낳음), 아가스테네스, 에우리투스가 있다.

## 아우게이아스의 외양간
아우게이아스의 외양간은 아우게이아스가 3000마리의 소를 기른 외양간을 말한다. 이 외양간은 30년간 청소를 하지 않아 배설물로 역병이 돌고 농사를 짓는 데 방해가 되었다 한다. 헤라클레스는 가축의 10분의 1을 가지는 조건으로 외양간을 청소할 것을 요구하였고, 아우게이아스는 오전 안에 외양간을 청소할 것을 조건으로 하여 지키지 못할 시 헤라클레스를 종으로 삼겠다 하였다. 이 계약은 아우게이아스의 아들 필레우스가 증인이 되었다.
헤라클레스는 외양간의 양쪽 벽을 부수고 알페이오스 강을 끌어다 페네이오스 강에 관통하여 흐르게 하여 외양간을 해가 지기 전에 청소하였다.
아우게이아스는 헤라클레스가 에우리스테우스의 명령에 의해 자신의 외양간을 청소한 것임을 알고 증인이 된 필레우스를 나라에서 추방하고 계약을 부인한다. 에우리스테우스는 계약을 했다는 구실로 이 임무를 10업에서 제외하였다.
뒷날 헤라클레스는 엘리스 왕국을 공격하여 아우게이아스와 그의 아들들을 모두 죽인 후에, 둘리키온 섬으로 추방당한 필레우스를 돌아오도록 하여 엘리스의 왕으로 세운다. 또한, 헤라클레스는 엘리스의 땅인 올림피아에 올림픽 경기를 창설하였는데, 이곳의 헤라 여신의 신전에서 올림픽 성화가 채화되었다 한다.